# Dalechampia falcata
Dalechampia falcata är en törelväxtart som beskrevs av François Gagnepain. Dalechampia falcata ingår i släktet Dalechampia och familjen törelväxter. Inga underarter finns listade i Catalogue of Life.